# Tytthonyx valentinei
Tytthonyx valentinei es una especie de coleóptero de la familia Cantharidae.

## Distribución geográfica
Habita en Haití.